# بي ميلير
بيتريس أنيكا «بي» ميلير (Beatrice annika "Bea" miller)  مغنية وكاتبة أغاني وممثلة أمريكية من مواليد 7 فبراير 1999 . جاءت في أعقاب الموسم الثاني من مسابقة ٱكتشاف المواهب الأمريكية إكس فاكتور (بالإنجليزية: X FACTOR)‏ في المركز التاسع. بعدها وقعت مع كل من شركة «هوليوود للتسجيلات» (بالإنجليزية: Hollywood records)‏ و «سيكو للتسجيلات» (بالإنجليزية: syco records)‏ التي يمتلكها مكتشف المواهب «سايمون كويل».أول أغانيها صدرت سنة 2014 عقبتها في السنة الموالية بألبوم (بالإنجليزية: not an apology)‏ تحديدا في يوليو 2015 وإحتل الألبوم المركز السابع في ترتيب الولايات المتحدة للألبومات بيلبورد 200 .

## روابط خارجية
- بي ميلير على موقع IMDb (الإنجليزية)
- بي ميلير على موقع ميوزك برينز (الإنجليزية)
- بي ميلير على موقع أول ميوزيك (الإنجليزية)
- بي ميلير على موقع ديسكوغز (الإنجليزية)
- بي ميلير على موقع قاعدة بيانات الفيلم (الإنجليزية)
- بي ميلير على موقع كينوبويسك (الروسية)